# Паасынлор
Паасынло́р (устар. Паасын-Ло́р) — озеро в России, расположено в Сургутском районе Ханты-Мансийского АО, в районе реки Ингуягун, в 0,3 км южнее озера Яккунлор. Озеро Паасынлор соединено ручьём с рекой Ингуягун. Площадь водоёма составляет 5,36 км². Озеро является рыбопромысловым объектом. Высота над уровнем моря — 65,1 м.

## Данные водного реестра
По данным государственного водного реестра России относится к Верхнеобскому бассейновому округу, водохозяйственный участок озера — Обь от впадения реки Вах до города Нефтеюганск, речной подбассейн озера — Обь ниже Ваха до впадения Иртыша. Речной бассейн озера — (Верхняя) Обь до впадения Иртыша.
Код объекта в государственном водном реестре — 13011100111115200004395.